# Джан Мария Волонте
Джан Мария Волонтè (на италиански: Gian Maria Volonté) е италиански актьор.

## Биография
Волонте е роден в Милано, но е израснал в Торино. Баща му Марио е фашистки офицер от Сароно (провинция Варезе). Майка му Каролина Бианчи е принадлежала към богато миланско промишлено семейство, а неговият по-малък брат Клаудио също е актьор. Той отива в Рим, за да учи за актьорска кариера в „Националната академия за драматични изкуства Силвио Д'Амико“. Има кратка кариера в телевизията и театъра, като играе Шекспир и Голдони на сцена, преди да създаде филмовата си кариера.

## Избрана филмография
| година | филм                                           | оригинално заглавие                                   | роля                    | режисьор        |
| ------ | ---------------------------------------------- | ----------------------------------------------------- | ----------------------- | --------------- |
| 1964   | За шепа долари                                 | Per un pugno di dollari                               | Рамон Рохо              | Серджо Леоне    |
| 1965   | За няколко долара повече                       | Per qualche dollaro in più                            | Ел Индио                | Серджо Леоне    |
| 1966   | Армията Бранкалеоне                            | L'armata Brancaleone                                  | Теофилато деи Леонци    | Марио Моничели  |
| 1969   | Любовницата на Граминя                         | L'amante di Gramigna                                  | Джузепе Граминя         | Карло Лицани    |
| 1970   | Анкета за гражданина извън всякакво подозрение | Indagine su un cittadino al di sopra di ogni sospetto | Доторе                  | Елио Петри      |
| 1970   | Червеният кръг                                 | Le Cercle rouge                                       | Вогел                   | Жан-Пиер Мелвил |
| 1990   | Отворени врати                                 | Porte aperte                                          | съдия Вито де Франческо | Джани Амелио    |

## Награди и номинации
- 1970 Печели награда „Давид на Донатело“ за най-добър актьор.
- 1990 Печели награда „Давид на Донатело“ за най-добър актьор.
- 1968 Печели награда „Сребърна лента“ за най-добър актьор.
- 1971 Печели награда „Сребърна лента“ за най-добър актьор.
- 1989 Печели награда „Сребърна лента“ за най-добър актьор.
- 1983 Печели награда за най-добър актьор на Филмовия фестивал в Кан.
- 1987 Печели награда „Сребърна мечка“ за най-добър актьор на Филмовия фестивал в Берлин.